# Villaturiel
Villaturiel település Spanyolországban, León tartományban. Lakosainak száma 1838 fő (2024).

## Földrajza
Villaturiel León, Valdefresno, Villasabariego, Mansilla Mayor, Villanueva de las Manzanas, Vega de Infanzones és Onzonilla községekkel határos.

## Népesség
A település lakosságának változását az alábbi diagram mutatja:
| Lakosok száma | 1799 | 1767 | 1884 | 1896 | 1941 | 1957 | 1932 | 1852 | 1878 | 1838 |
|               | 2001 | 2004 | 2007 | 2009 | 2012 | 2014 | 2017 | 2019 | 2022 | 2024 |